# Al Murray
Al Murray, właśc. Alastair James Hay Murray, ur. 10 maja 1968 w Stewkley) – brytyjski komik, aktor i prezenter telewizyjny.

## Życiorys
Uczęszczał do szkoły w Bedford, a następnie studiował historię sztuki na uniwersytecie Oksfordkim, jednak rzucił studia na rzecz kariery komediowej, którą rozpoczął od występów stand-up.
Murray występował w licznych rozrywkowych programach telewizyjnych, m.in. The Pub Landlord. Wcześniej nominowany był do nagród BCA za najlepszy męski debiut komediowy (2007).
Podczas wyborów parlamentarnych w Wielkiej Brytanii w 2015 roku startował bez powodzenia w okręgu South Thanet.